# یواس‌سی‌جی‌سی تاهوما
یواس‌سی‌جی‌سی تاهوما ممکن است به یکی از موارد زیر اشاره داشته باشد:
- یواس‌سی‌جی‌سی تاهوما (دبلیوام‌ئی‌سی-۹۰۸)
- یواس‌سی‌جی‌سی تاهوما (دبلیوپی‌جی-۸۰)